# Crugia
|  | Per a altres significats, vegeu «crugia (nàutica)». |

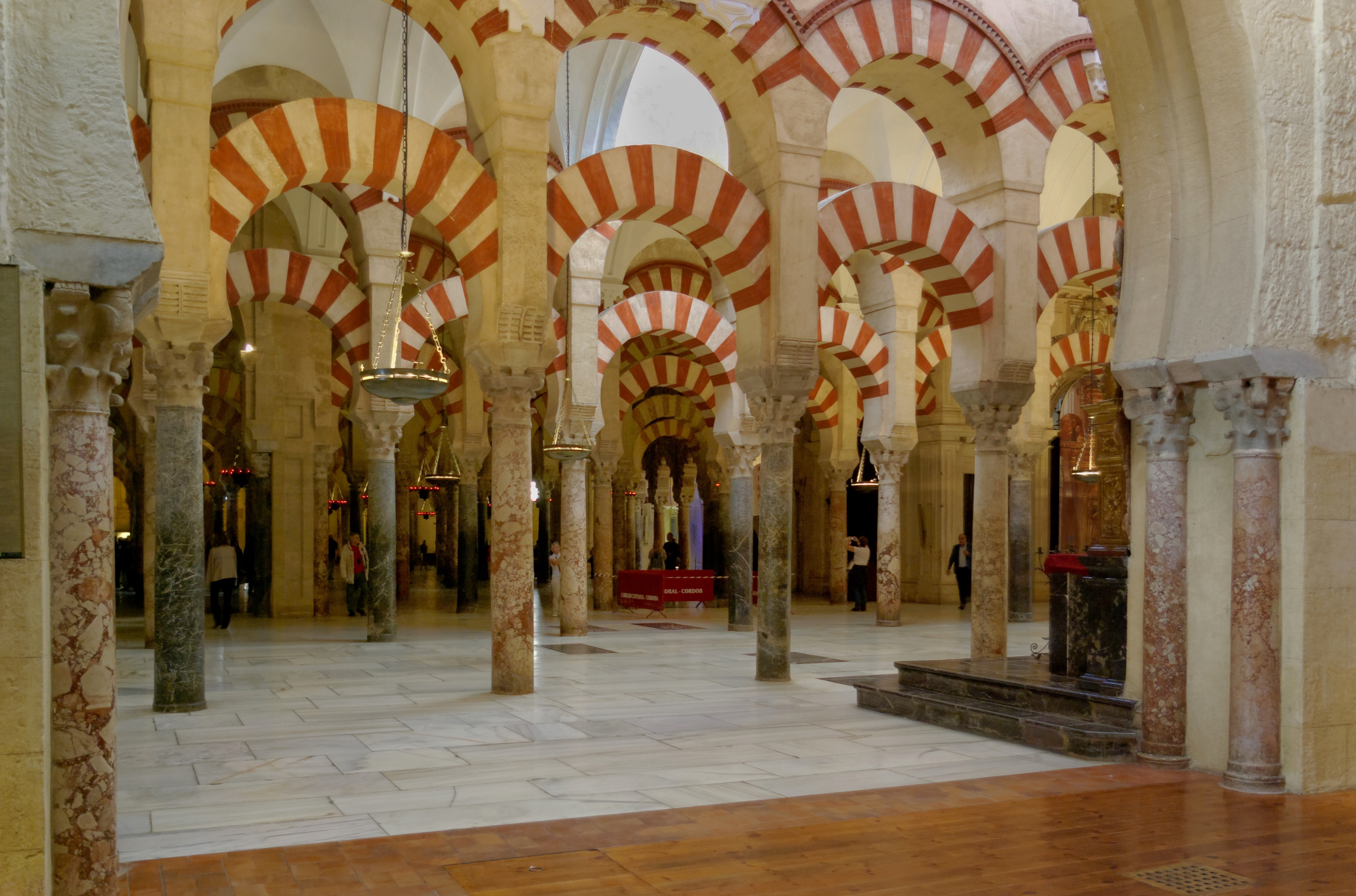
Crugies de la Mesquita de Còrdova, Espanya: espais entre pilars alineats

La crugia és l'espai arquitectònic comprès entre dos murs de càrrega o dos alineaments de pilars (pòrtics), o bé entre un mur i els pilars alineats de forma contigua. Aquest espai fa referència també a les naus o passadissos de certs edificis que donen accés a dependències laterals, com és el cas de cadascuna de les galeries d'un claustre. En l'àmbit de la construcció es refereix a cadascuna de les parts principals en què es divideix la planta d'un edifici. S'anomena primera crugia la situada més a prop de la façana, i així successivament —segona, tercera, etc.— en direcció a l'interior de l'edificació. La composició arquitectònica més simple és la que correspon a una tipologia conformada per juxtaposició de crugies. En aquesta forma de composició s'estableix la comunicació dels recintes mitjançant l'obertura de buits en els murs; també s'utilitzen buits per a ventilar i il·luminar les habitacions. La compartimentació de les crugies se sol dur a terme mitjançant envans.

## Cos
El mot cos (plural cossos) o crugia designa l'àmbit entre dues parets paral·leles que suporten el sostre de bigues o de volta. L'amplada de la crugia tradicional en les masies i les cases de cos es defineix segons la secció de bigues de fusta més econòmica disponible o que l'empenta de les voltes sigui moderada per no haver de fer contraforts en els murs. Un cos acostuma a medir 25 pams, si bé pot estar comprès entre els 20 i els 30 pams. (1 pam de Barcelona equival a 19,43 cm; 25 pams corresponen a 4,85 metres.)
L'origen del mot es troba en una accepció del mot genèric cos (o cors), que designa el lloc per on corre una cosa, especialment el lloc on es fan les corregudes (d'homes, d'animals, de vehicles) per obtenir un premi. Per extensió, designa l'espai per on corren les bigues d'un sostre, definint el solar de les mides tradicionals en les cases antigues, destinat a edificar-hi una casa amb el seu corral (Gironès, Empordà, Pla d'Urgell). Una casa a cos: casa que només té passadís i habitacions a un costat. Casa a dos cossos: la que té passadís i habitacions a cada costat d'aquell. Casa a tres o més cossos: la que no té passadís, sinó que tot són habitacions (Llofriu). A Eivissa designa el costat d'una casa o l'ala d'edifici.